# Hauffenia
Hauffenia é um género de gastrópode  da família Hydrobiidae.
Este género contém as seguintes espécies:
- Hauffenia kerschneri
- Hauffenia minuta
- Hauffenia sp. nov.
- Hauffenia wienerwaldensis